# Lidia Isac
Lidia Isac (en ruso:  Лидия Исак; n. San Petersburgo, Rusia, 27 de marzo de 1993) es una cantante y compositora moldava de género pop y soul. 
Comenzó su carrera profesional como integrante del llamado "Glam Girls", con el que se presentaron a la selección nacional "O Melodie Pentru Europa", para representar a Moldavia en el Festival de la Canción de Eurovisión de los años 2013, 2014 y 2015. Al año siguiente se presentó por solitario y al lograr ganar la final el día 27 de febrero, fue elegida representante del país en el Festival de la Canción de Eurovisión 2016, que se celebrará en Estocolmo, Suecia y donde cantará la canción titulada "Falling Stars" que será cantada en inglés.

## Biografía
Nacida en la ciudad rusa de San Petersburgo, el día 27 de marzo de 1993.
Cuando era una niña ya comenzó a cantar y pasó a concursar en gran cantidad de competiciones musicales y a dar en solitario numerosas actuaciones. 
A los 7 años además de su labor como cantante, también empezó a dar clases de piano en una importante escuela de música de Chisináu (Moldavia).
Pocos años más tarde junto a otra chica, fundó el popular dúo "Glam Girl" del que era la cantante principal. Muchas de sus canciones llegaron a encabezar las listas de singles semanales de radios naciones, lo que les llevó a darse a conocer por toda Moldavia.
También cabe destacar que una de las canciones fue escrita por el compositor Bridget Benenate que ha compuesto para muchos artistas y películas internacionales y fue nominado a los Premios Grammy y por los compositores Niklas Pettersson y Mikael Albertsson.
Con su dúo musical se presentó en varias ocasiones a la selección nacional "O Melodie Pentru Europa", para poder representar a Moldavia en el Festival de la Canción de Eurovisión de los años 2013, 2014 y 2015.

### Eurovisión 2016
Tras obtener el mayor punto de televoto y lograr ganar el día 27 de febrero la selección nacional "O Melodie pentru Europa", con la canción titulada "Falling Stars" (en español: "Estrellas fugaces"), fue elegida como nueva representante de Moldavia en el Festival de la Canción de Eurovisión 2016, que se celebrará en el estadio cubierto Globen Arena de la ciudad de  Estocolmo, Suecia.